# Mothers' Instinct (2024)
Mothers' Instinct is een Amerikaanse psychologische thriller uit 2024, geregisseerd door Benoît Delhomme en zijn regiedebuut. De film is een remake van de Frans-Belgische film Duelles uit 2018 die op zijn beurt losjes gebaseerd was op de roman Derrière la haine van Barbara Abel uit 2012. De hoofdrollen worden vertolkt door Jessica Chastain, Anne Hathaway, Josh Charles en Anders Danielsen Lie. 

## Verhaal
In de jaren 1960 in een rustige wijk in Amerika zijn Alice en Céline twee moeders met zoons van dezelfde leeftijd, en buren. Alice organiseert een verrassingsfeestje voor Céline's verjaardag, waarbij de spanningen tussen Alice en haar man Simon duidelijk worden. De volgende dag blijft Céline’s zoon Max ziek thuis van school. Alice merkt dat hij op een hoge veranda op een gevaarlijke hoogte een vogelhuisje probeert te bouwen dat hem cadeau is gegeven. Ze probeert Céline te waarschuwen voor het gevaar, maar de twee kunnen niet snel genoeg handelen en Max valt van de veranda en sterft.

## Rolverdeling
| Acteur               | Personage |
| -------------------- | --------- |
| Jessica Chastain     | Alice     |
| Anne Hathaway        | Céline    |
| Josh Charles         | Damian    |
| Anders Danielsen Lie | Simon     |
| Caroline Lagerfelt   | Jean      |

## Productie
In oktober 2020 werd gemeld dat Olivier Masset-Depasse was ingehuurd om de remake van Duelles te regisseren en Jessica Chastain en Anne Hathaway werden gecast voor de hoofdrollen in de film, terwijl Chastains productiebedrijf Freckle Films de film zou produceren. In juni 2022 verving Benoît Delhomme Masset-Depasse die wegens familiale verplichtingen het project moest verlaten. Josh Charles en Anders Danielsen Lie werden ook aan de cast toegevoegd. De film is het regiedebuut van de Franse director of photography Delhomme.

## Release en ontvangst
Mothers' Instinct ging op 8 maart 2024 in première in Litouwen en werd op 27 maart 2024 in het Verenigd Koninkrijk uitgebracht. De film kreeg middelmatige kritieken van de filmcritici, met een score van 55% op Rotten Tomatoes, gebaseerd op 33 beoordelingen.